# Rhipidia rhasma
Rhipidia rhasma là một loài ruồi trong họ Limoniidae. Chúng phân bố ở vùng Tân nhiệt đới.